# TEE Memling
Memling è una relazione ferroviaria classificata come Trans Europ Express dal 1974 al 1984 tra Parigi e Amsterdam e successivamente come Eurocity tra Colonia e Ostenda.

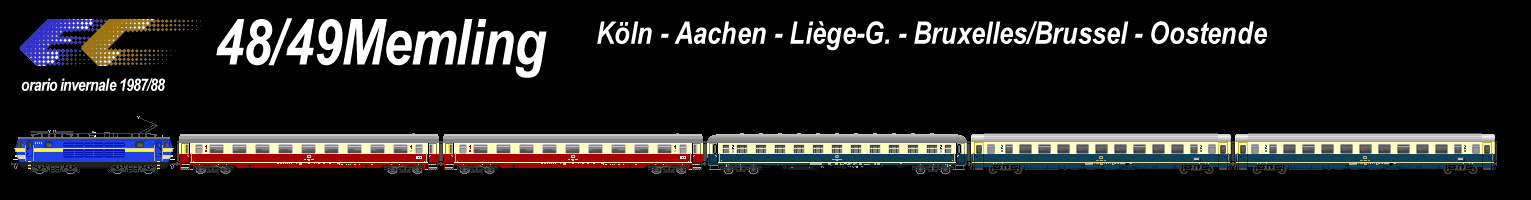
la composizione tipica del Memling a fine anni '80 prevedeva carrozze DB di 1ª e 2ª classe